# Villejuif - Gustave Roussy (metrostation)

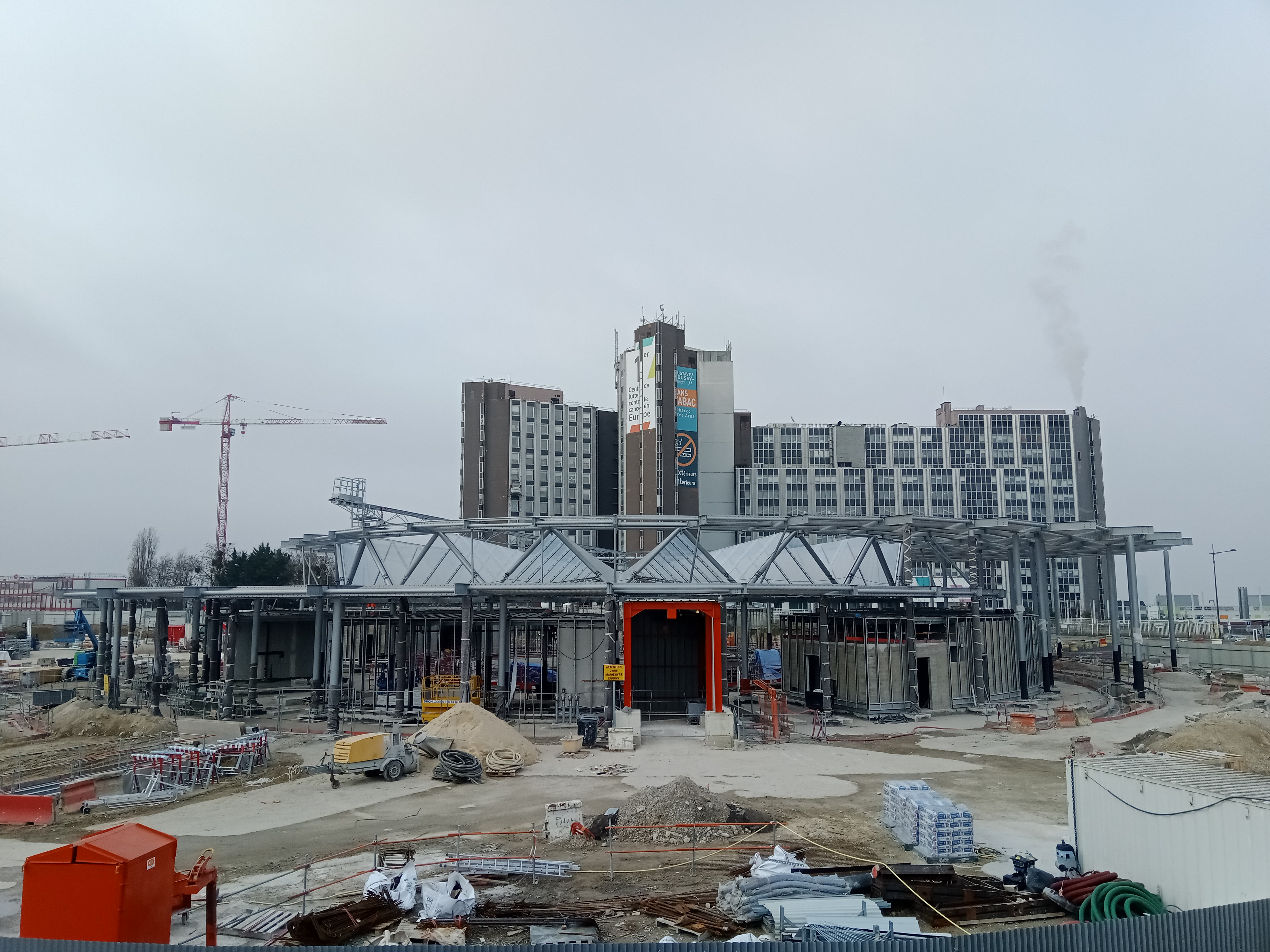
Bouw van metrostation Villejuif - Gustave Roussy met Gustave Roussy op achtergrond

Villejuif - Gustave Roussy is een metrostation van de Metro van Parijs op metrolijn 14 en in de toekomst ook op metrolijn 15. Het station is gelegen in de gemeente Villejuif, in het departementale park Hautes-Bruyères, aan de rue Édouard-Vaillant 55,  voor de ingang van het Gustave Roussy.
Het station werd gebouwd als onderdeel van de zuidelijke verlenging van lijn 14 van Olympiades naar Aéroport d'Orly, waarbij ook de voorzieningen werden getroffen voor lijn 15. De perrons van lijn 15 komen op een diepte van 48 meter. De twee stations worden over elkaar heen gelegd en geïntegreerd in dezelfde civieltechnische structuur. Bovengronds komt het cirkelvormige gebouw van het station in het park.
De Chileense kunstenaar Iván Navarro zal in samenwerking met de architect Dominique Perrault een lichtkunstinstallatie maken in het metrostation. Een sterrenhemel wordt geïnstalleerd, bestaande uit neonlichten en spiegels die een illusie van oneindige diepte zullen geven. Het zal bestaan uit 312 trapeziumvormige lichtbakken van 2,7 m lang, 35,5 cm en 46,3 cm breed en 30 cm hoog, elk gestempeld met de naam van een ster, die de cirkelvormige plafonds van de ondergrondse niveaus zullen bezetten en twee futuristische zonnewijzers zullen vormen.
Het station zal ook een fresco van Matthias Lehmann bevatten op de perrons van lijn 14 en een fresco van Magali Bardos op die van lijn 15.

## Bouwwerkzaamheden
Eind 2017 werd gestart met de bouw van de diepwanden. De centrale schacht werd in de open lucht gebouwd en eind 2018 opgeleverd. De tunnelboormachine voor lijn 14, Allison, arriveerde op 26 december 2019 aan de schacht. In de put werd een grote brug gebouwd om de machine in staat te stellen de schacht over te steken en zijn weg te vervolgen. De tunnelboormachine voor lijn 15, Amandine, arriveerde op 18 juni 2020. Het station zou begin 2015 geopend worden als halte op lijn 14, en mogelijk later dat jaar als halte op lijn 15. Uiteindelijk is het station geopend op 18 januari 2025 voor lijn 14 en wordt lijn 15 verwacht in 2026.

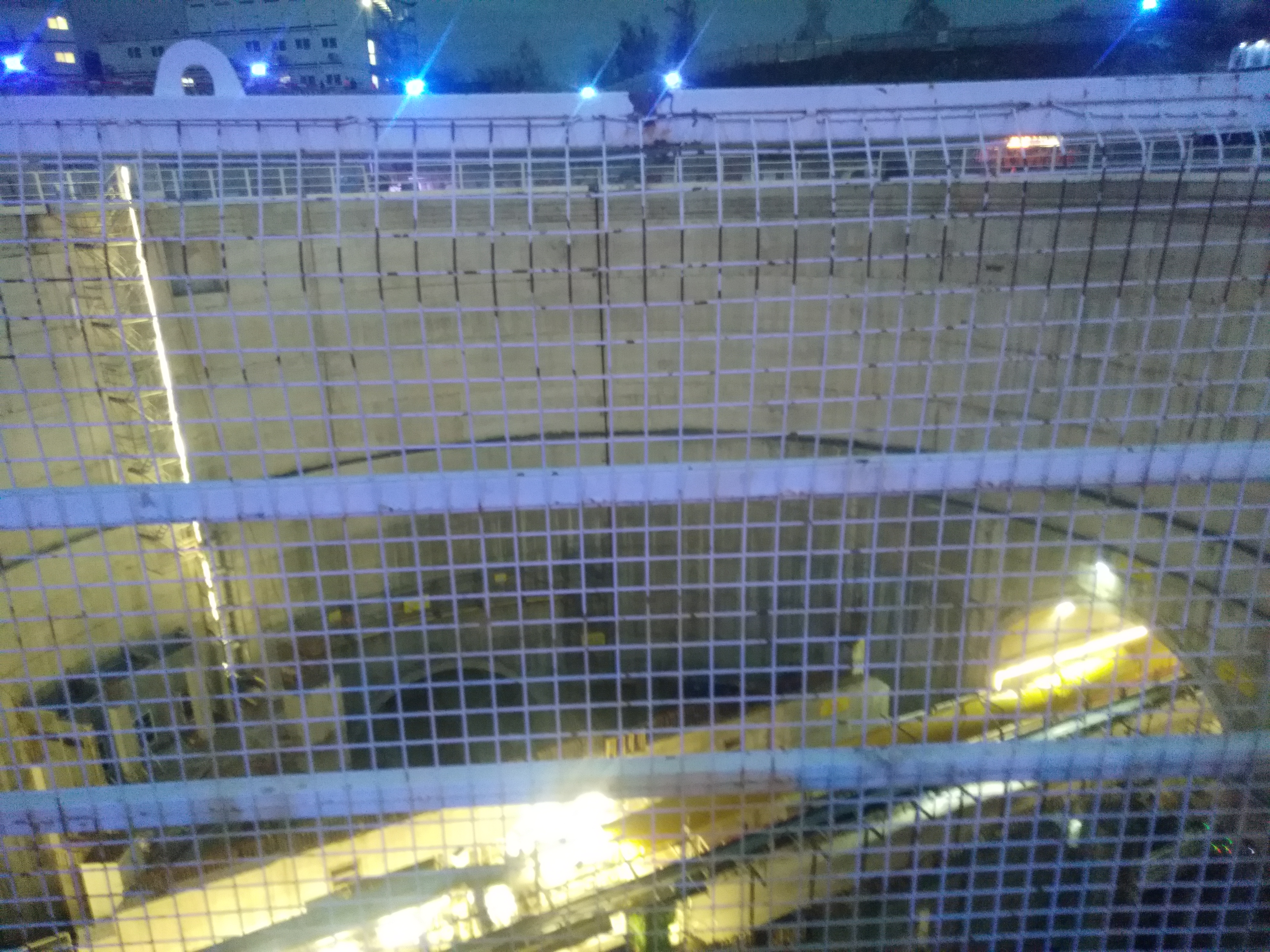
Tijdelijke brugconstructie voor passage tunnelboormachine Allison voor tunnel lijn 14

Saint-Denis Pleyel · 
Mairie de Saint-Ouen · 
Saint-Ouen · 
Porte de Clichy · 
Pont Cardinet · 
Saint-Lazare · 
Madeleine · 
Pyramides · 
Châtelet · 
Gare de Lyon · 
Bercy · 
Cour Saint-Émilion · 
Bibliothèque François Mitterrand · 
Olympiades · 
Maison Blanche · 
Hôpital Bicêtre · 
Villejuif - Gustave Roussy · 
L'Haÿ-les-Roses · 
Chevilly-Larue · 
Thiais - Orly · 
Aéroport d'Orly